# Duffield
Duffield é uma cidade  localizada no estado norte-americano de Virginia, no Condado de Scott.

## Demografia
Segundo o censo norte-americano de 2000, a sua população era de 62 habitantes.
Em 2006, foi estimada uma população de 84, um aumento de 22 (35.5%).

## Geografia
De acordo com o United States Census Bureau tem uma área de
1,5 km², dos quais 1,5 km² cobertos por terra e 0,0 km² cobertos por água. Duffield localiza-se a aproximadamente 438 m acima do nível do mar.

## Localidades na vizinhança
O diagrama seguinte representa as localidades num raio de 24 km ao redor de Duffield.